# Рахані-Колонія
Рахані-Колонія (пол. Rachanie-Kolonia) — колонія у Польщі, розташоване в Люблінському воєводстві Томашівського повіту, ґміни Рахане.